# Bradysia silvestrii
Bradysia silvestrii là một ruồi trong họ Sciaridae, thuộc chi Bradysia. Loài này được Kieffer miêu tả khoa học đầu tiên năm 1910.